# Hishimonus
Hishimonus  (лат.) — род цикадок из отряда Полужесткокрылых. 

## Описание
Цикадки размером 4—5 мм. Умеренно стройные, с округлой или тупоугольно выступающей головой. В СССР 2 вида. 
- Hishimonus phycitis (Distant)